# Teatre Íntim

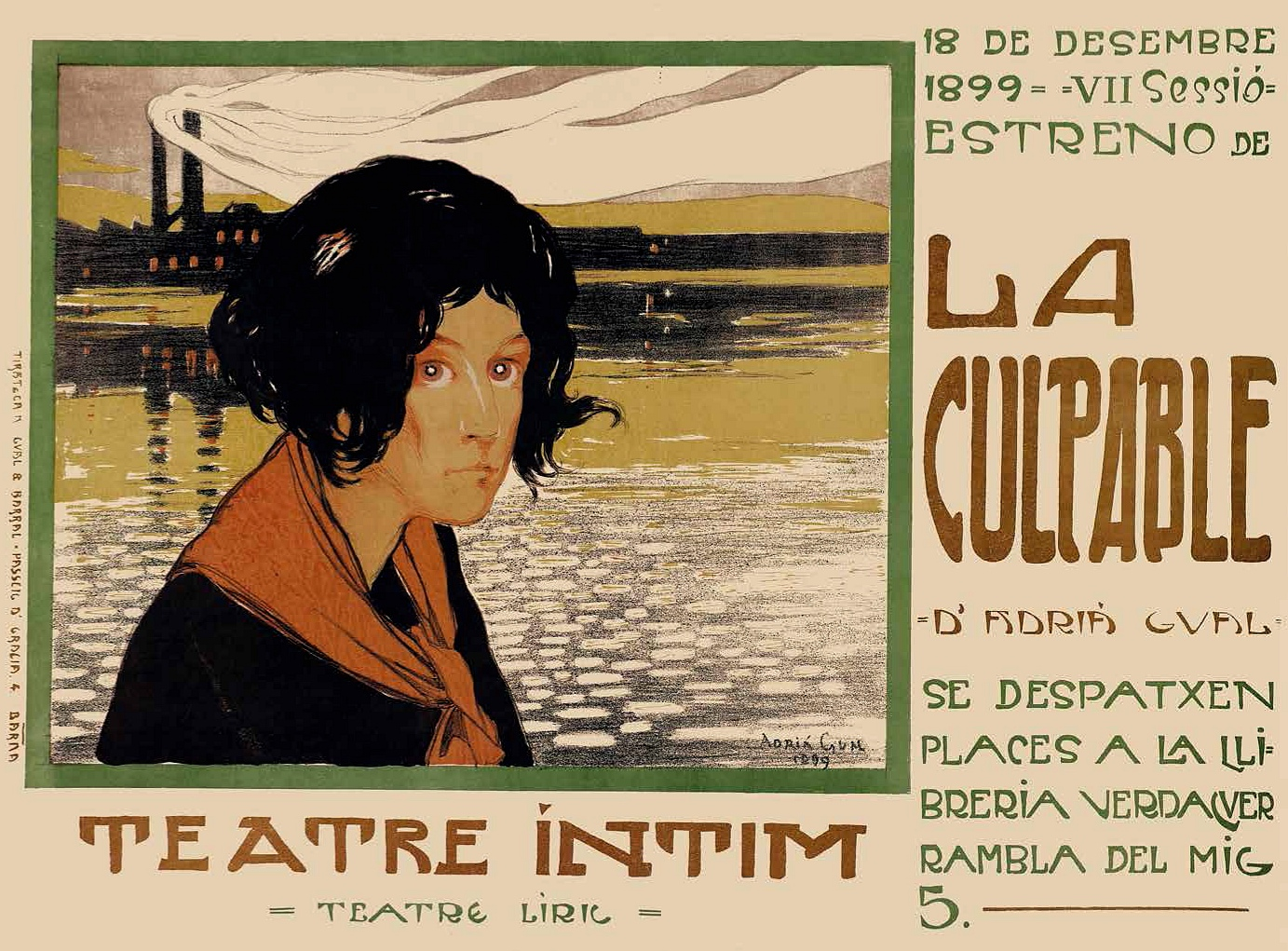
Cartell d'estrena al Teatre Íntim de l'obra La Culpable d'Adrià Gual l'any 1899

El Teatre Íntim va ser una companyia de teatre barcelonina fundada per Adrià Gual i Queralt el 1898, a través de la qual dugué a la pràctica la seva teoria teatral plenament modernista i amb l'objectiu de donar nous aires al teatre català de l'època, saturat d'allò que considerava un costumisme barroer.
L'empresa es fundà amb l'aportació econòmica dels amics esdevinguts socis inicialsː Joaquim Pena, Claudi Sabadell, Oriol Martí, Salvador Vilaregut, Francesc Soler, Josep Maria Sert i el mateix Adrià Gual. El grup d'amics compartien les mateixes inquietuds, entre les quals la vocació de fer un teatre minoritari amb vocació de no ser-ho. A les primeres representacions només s'hi accedia per invitació.
El concepte de «teatre Íntim» fa referència a la familiaritat, al grup reduït; tot i que no advoca per l'aïllament, sí que ho fa per la voluntat de formar part d'un grup selecte intel·lectual, però sobretot a unes certes condicions i uns certs continguts dramàtics. A partir de l'experiència simbolista de Lugné-Poe, conduí el Teatre Íntim cap a un art total, creant una atmosfera, un ambient i una emoció que posés de manifest la correspondència entre el fet físic i espiritual. «De feia temps sentia una forta inquietud per assolir, teatralment, un màxim d'emoció al costat d'un màxim de sobrietat».
Pel que fa a la seu de la companyia, tot i que havien pensat en un teatre cottage als voltants de la ciutat, van haver de prescindir d'aquesta idea i van fer un acord amb el senyor Emili Arnús, administrador del Teatre Líric del carrer de Mallorca, que els va fer un preu que resultà assequible.

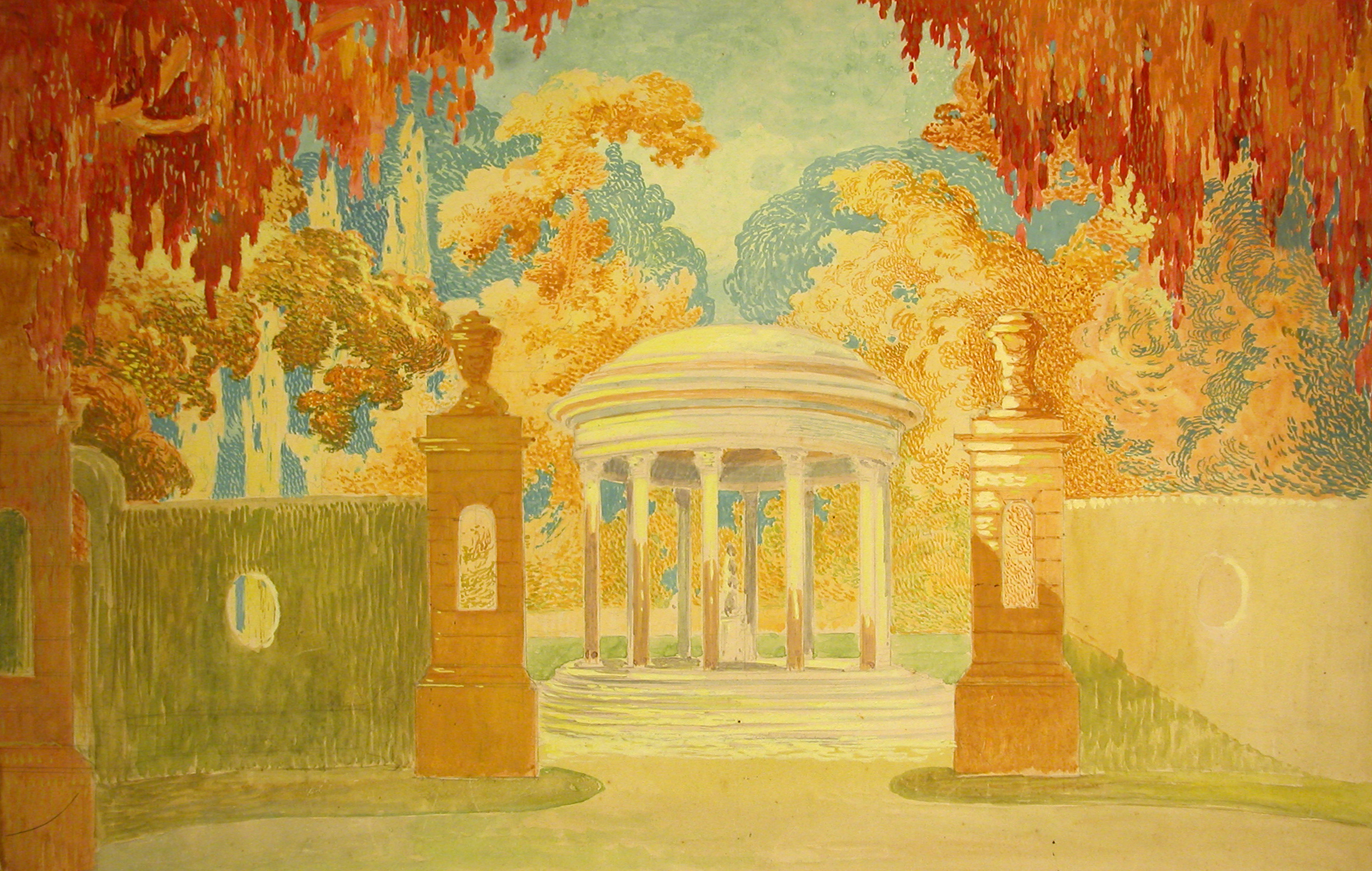
Esbós d'Adrià Gual per a Ifigènia a Tàurida

La primera obra que s'hi representà fou Silenci, una creació escènica del «drama de sentiment» de Gual, que entronca amb el teatre simbolista de Maurice Maeterlinck, sobretot amb influència de La intrusa. L'estrena es produí el 15 de gener de 1898 al Teatre Líric, i fou apadrinada per Joan Maragall, que presentà l'obra en l'escenari i en llegí el pròleg escrit per Gual, amb «devoció intensíssima». L'èxit de públic i crítica els va animar a presentar l'obra de nou, en sessió de pagament, la tarda del 30 de gener. També s'acordà presentar Ifigènia, de Goethe, traduïda per Maragall, als jardins del Laberint, en allò conegut com Teatre de la Naturalesa, una representació que arribà el 10 d'octubre de 1898, interpretada per Enric Giménez i Clotilde Domus, entre altres.
Després d'uns mesos d'inactivitat, mentre Gual estigué a París entre 1901 i 1902, el 1903 reprengué els muntatges fins al 1904, quan n’assumí la direcció el pintor Lluís Graner, primer amb les Visons Musicals i després amb els Espectacles-Audicions. El 1907 Gual tornà a dirigir el Teatre Íntim.
Els referents del Teatre ïntim solien ser tant autors moderns (Maurice Maeterlinck, Henrik Ibsen, Gabriele D'Annunzio, Gerhart Hauptmann, etc.) com clàssics (Sòfocles, Goethe, Molière, etc.).

## Relació d'estrenes
- 1898, 15 de gener (i 30 de gener). Silenci, d'Adrià Gual, Teatre Líric
- 1898, 10 d'octubre, Ifigènia a Tàurida, de Goethe, traduïda per Maragall, als Jardins del Laberint
- 1899, 16 de gener, Silenci i estrena de L'alegria que passa de Santiago Rusiñol, amb música d'Enric Morera, que dirigí l'orquestra. Teatre Líric.Esbós per a La Culpable, Adrià Gual (1899)

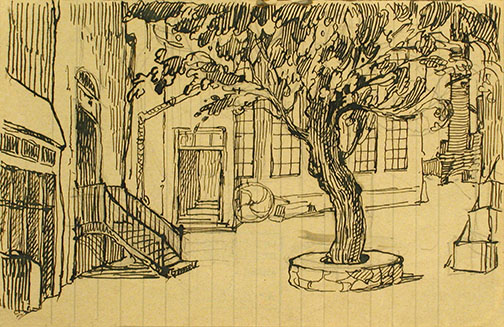
Esbós per a La Culpable, Adrià Gual (1899)

- 1899, 30 de gener. Interior, de Maurice Maeterlinck i Blancaflor d'Adrià Gual. Teatre Líric.
- 1899, 18 de desembre, La culpable. Teatre Líric.
- 1900, 20 de març, Espectres, d'Ibsen.
- 1903, 10 i 17 de març, Èdip rei, de Sòfocles, i El casament per força, de Molière
- 1904, 13 de gener. Misteri de dolor. Drama de món en tres actes estrenat, original d'Adrià Gual. Estrenat al Teatre de les Arts de Barcelona, en la sessió XXIV del Teatre Íntim.
- 1904, 3 de febrer. Els teixidors de Silèsia. Drama en cinc actes, original de Gerhart Hauptmann i traducció de Carles Costa i Josep Maria Jordà. Estrena al Teatre de les Arts de Barcelona.[8]
- 1907, 13 de desembre. Barateria, original d'André Lorde i Masson Forestier, amb traducció de Salvador Vilaregut. Estrenada al teatre Romea de Barcelona.
- 1907, 13 de desembre. Pèl de panotxa, original de Jules Renard, adaptació d'Adrià Gual. Estrenada al teatre Romea de Barcelona.
- 1907, 13 de desembre. La mà de mico adaptació d'un conte de W.W. Jacobs, a càrrec de Salvador Vilaregut. Estrenada al teatre Romea de Barcelona.
- 1908, 10 de gener. La llàntia de l'odi, original de Gabriele d'Annunzio, amb traducció de Salvador Vilaregut. Estrenada al teatre Romea de Barcelona, en la II Sessió de teatre modern estranger.
- 1908, 31 de gener. La victòria dels filisteus, original de Henry Arthur Jones, amb traducció de Salvador Vilaregut. Estrenada al teatre Romea de Barcelona, en la III Sessió de teatre modern estranger.
- 1908, 28 de febrer. La campana submergida, original de Gerhart Hauptmann, amb traducció de Salvador Vilaregut. Estrenada al teatre Romea, en la IV Sessió de teatre modern estranger.